# Alchemilla snarskisii
Alchemilla snarskisii é uma espécie de rosácea do gênero Alchemilla, pertencente à família Rosaceae.